# Ryō Hirakawa

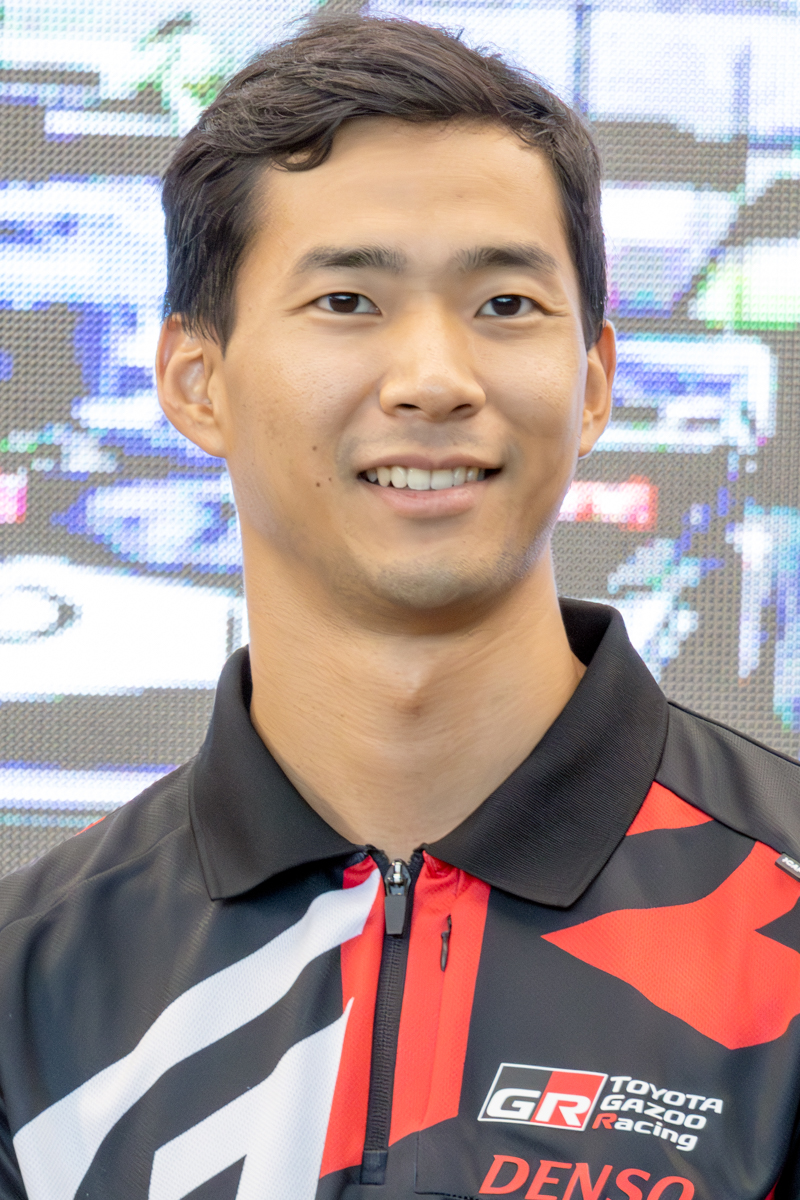
Ryō Hirakawa, 2024

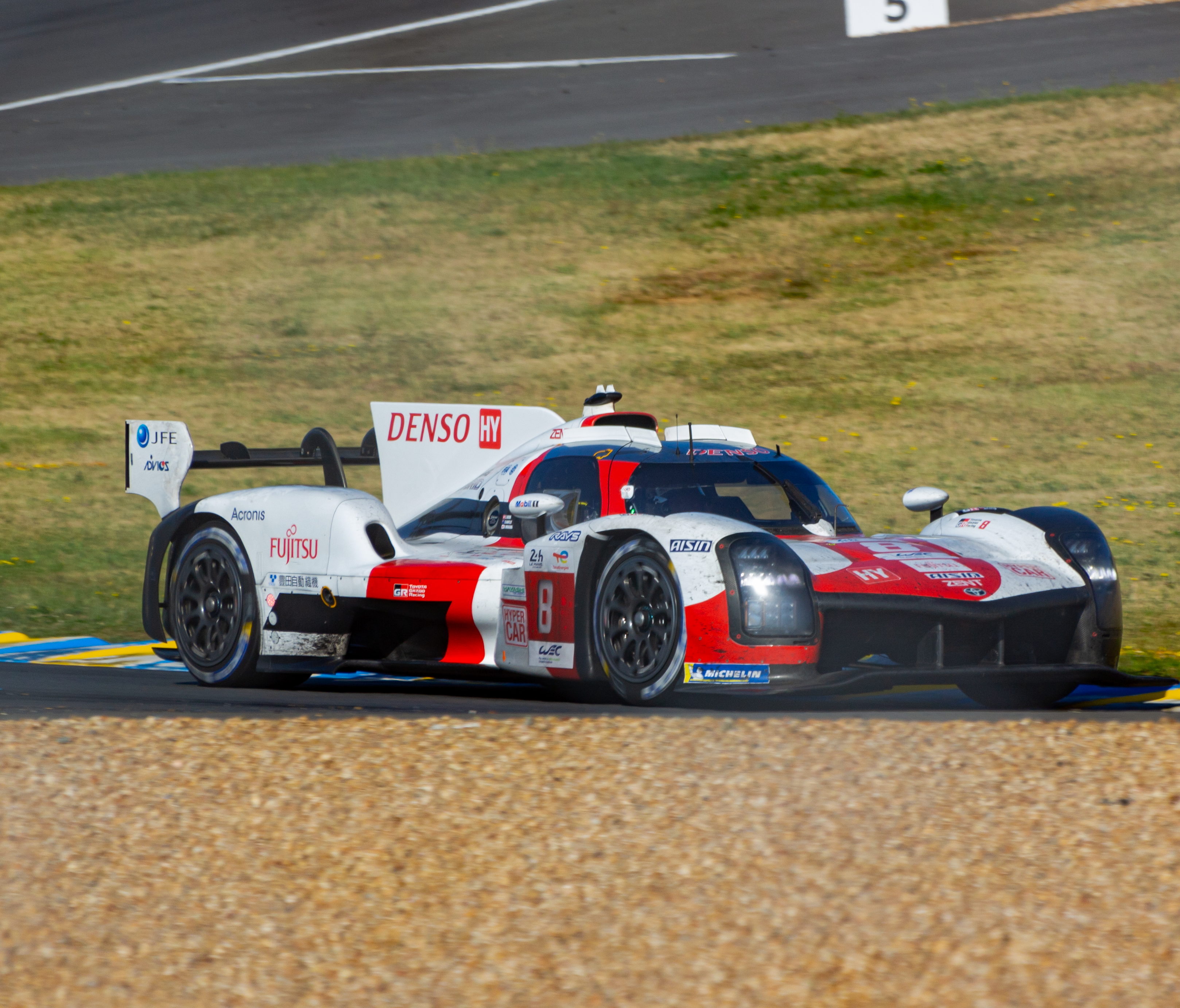
Toyota GR010 Hybrid, Siegerwagen von Ryō Hirakawa beim 24-Stunden-Rennen von Le Mans 2022

Ryō Hirakawa (japanisch 平川 亮, Hirakawa Ryō; * 7. März 1994) ist ein japanischer Automobilrennfahrer. Er wurde 2012 japanischer Formel-3-Meister. Von 2013 bis 2015 trat er in der Super Formula an.

## Karriere
Nachdem Hirakawa seine Motorsportkarriere im Kartsport begonnen hatte, wechselte er 2010 in den Formelsport. Mit zwei Podest-Platzierungen wurde er Sechster der japanischen Formel Challenge. Darüber hinaus absolvierte er drei Gaststarts in der pazifischen Formel BMW und erreichte dabei einen vierten Platz als bestes Ergebnis. 2011 blieb Hirakawa in der japanischen Formel Challenge. Mit einem Sieg verbesserte er sich auf den zweiten Platz. Mit 73 zu 78 Punkten unterlag er Takamoto Katsuta. 2012 erhielt Hirakawa bei RSS ein Cockpit in der japanischen Formel-3-Meisterschaft. Es gelang ihm bei seinem Debütwochenende beide Rennen zu gewinnen. Insgesamt erzielte Hirakawa sieben Siege und dreizehn Podest-Platzierungen. Nur bei zwei Rennen stand er nicht auf dem Podium. Mit 118 zu 103 Punkten setzte er sich gegen Yūichi Nakayama durch und wurde japanischer Formel-3-Meister. Darüber hinaus blieb Hirakawa in der japanischen Formel Challenge. Er gewann fünf Rennen und stand bei zwölf Rennen zehnmal auf dem Podest. Mit 91 Punkten war er am Saisonende punktgleich mit Nobuharu Matsushita. Da Matsushita mehr zweite Plätze erzielt hatte, wurde Hirakawa wie im Vorjahr Vizemeister. Außerdem trat er zum Macau Grand Prix 2012 an. Er kam nicht ins Ziel.
2013 wechselte Hirakawa zum Team LeMans in die Super Formula. Bereits beim Saisonauftakt erzielte er einen achten Platz und damit einen Punkt. Mit einem vierten Platz als bestem Resultat beendete er die Saison auf dem elften Gesamtrang. Darüber hinaus absolvierte Hirakawa 2013 für Dale Coyne Racing Testfahrten in der IndyCar Series. 2014 blieb Hirakawa beim Team LeMans. Mit einem zweiten Platz als bestem Ergebnis wurde er Achter in der Fahrerwertung. Darüber hinaus trat er zu zwei Rennen der Super GT an. 2015 absolvierte Hirakawa seine dritte Super-Formula-Saison für das Team LeMans und erreichte den achten Gesamtrang. Darüber hinaus nahm er für das Lexus Team KeePer TOM’S an der Super GT teil. Er bildete ein Fahrerduo mit Andrea Caldarelli. Die beiden Rennfahrer erzielten zwei Siege und wurden Gesamtfünfte.
2022 gewann er mit seinen Teamkollegen Brendon Hartley und Sébastien Buemi für Toyota Gazoo Racing das 24-Stunden-Rennen von Le Mans sowie die Fahrermeisterschaft der WEC.

## Statistik

### Karrierestationen
| - 2010: Japanische Formel Challenge (Platz 6) - 2011: Japanische Formel Challenge (Platz 2) - 2012: Japanische Formel 3 (Meister) | - 2012: Japanische Formel Challenge (Platz 2) - 2013: Super Formula (Platz 11) - 2014: Super Formula (Platz 8) | - 2014: Super GT (Platz 20) - 2015: Super Formula (Platz 8) - 2015: Super GT (Platz 5) | - 2022: WEC (Weltmeister) - 2023: WEC (Weltmeister) - 2024: WEC |

### Einzelergebnisse in der Super Formula
| Jahr | Team                      | Motor  | 1   | 2   | 3   | 4   | 5   | 6   | 7   | 8   | 9   | Punkte | Rang |
| ---- | ------------------------- | ------ | --- | --- | --- | --- | --- | --- | --- | --- | --- | ------ | ---- |
| 2013 | Kygnus Sunoco Team LeMans | Toyota | SU1 | AUT | FU1 | MOT | INJ | SUG | SU2 | SU2 | FU2 | 9      | 11.  |
| 2013 | Kygnus Sunoco Team LeMans | Toyota | 8   | 7   | 11  | 7   | C   | DNF | 6   | 4   | 8   | 9      | 11.  |
| 2014 | Kygnus Sunoco Team LeMans | Toyota | SU1 | FUJ | FUJ | FUJ | MOT | AUT | SUG | SU2 | SU2 | 16,5   | 8.   |
| 2014 | Kygnus Sunoco Team LeMans | Toyota | 4   | DNF | 8   | 2   | 10  | 13  | 8   | 16  | 5   | 16,5   | 8.   |
| 2015 | Kygnus Sunoco Team LeMans | Toyota | SU1 | OKA | FUJ | MOT | AUT | SUG | SU2 | SU2 |     | 13     | 8.   |
| 2015 | Kygnus Sunoco Team LeMans | Toyota | 12  | 9   | 6   | 7   | 4   | 8   | 10  | 5   |     | 13     | 8.   |

Anmerkungen
1. ↑  Für den Fuji Sprint Cup wurden keine Punkte vergeben.

### Le-Mans-Ergebnisse
| Jahr | Team                  | Fahrzeug            | Teamkollege     | Teamkollege     | Platzierung | Ausfallgrund |
| ---- | --------------------- | ------------------- | --------------- | --------------- | ----------- | ------------ |
| 2016 | Thiriet by TDS Racing | Oreca 05            | Pierre Thiriet  | Mathias Beche   | Ausfall     | Unfall       |
| 2017 | G-Drive Racing        | Oreca 07            | Memo Rojas      | José Gutiérrez  | Rang 39     |              |
| 2022 | Toyota Gazoo Racing   | Toyota GR010 Hybrid | Brendon Hartley | Sébastien Buemi | Gesamtsieg  |              |
| 2023 | Toyota Gazoo Racing   | Toyota GR010 Hybrid | Brendon Hartley | Sébastien Buemi | Rang 2      |              |
| 2024 | Toyota Gazoo Racing   | Toyota GR010 Hybrid | Brendon Hartley | Sébastien Buemi | Rang 5      |              |
| 2025 | Toyota Gazoo Racing   | Toyota GR010 Hybrid | Brendon Hartley | Sébastien Buemi | Rang 15     |              |

### Einzelergebnisse in der FIA-Langstrecken-Weltmeisterschaft
| Saison | Team           | Rennwagen           | 1   | 2   | 3   | 4   | 5   | 6   | 7   | 8   | 9   |
| ------ | -------------- | ------------------- | --- | --- | --- | --- | --- | --- | --- | --- | --- |
| 2016   | Thiriet Racing | Oreca 05            | SIL | SPA | LEM | NÜR | MEX | AUS | FUJ | SHA | BAH |
| 2016   | Thiriet Racing | Oreca 05            | DNF |     |     |     |     |     |     |     |     |
| 2017   | G-Drive Racing | Oreca 07            | SIL | SPA | LEM | NÜR | MEX | AUS | FUJ | SHA | BAH |
| 2017   | G-Drive Racing | Oreca 07            | 39  |     |     |     |     |     |     |     |     |
| 2022   | Toyota         | Toyota GR010 Hybrid | SEB | SPA | LEM | MON | FUJ | BAH |     |     |     |
| 2022   | Toyota         | Toyota GR010 Hybrid | 2   | DNF | 1   | 2   | 1   | 2   |     |     |     |
| 2023   | Toyota         | Toyota GR010 Hybrid | SEB | POR | SPA | LEM | MON | FUJ | BAH |     |     |
| 2023   | Toyota         | Toyota GR010 Hybrid | 2   | 1   | 2   | 2   | 6   | 2   | 1   |     |     |
| 2024   | Toyota         | Toyota GR010 Hybrid | KAT | IMO | SPA | LEM | SAO | AUS | FUJ | BAH |     |
| 2024   | Toyota         | Toyota GR010 Hybrid | 8   | 5   | 6   | 5   | 1   | 15  | 10  | 1   |     |
| 2025   | Toyota         | Toyota GR010 Hybrid | KAT | IMO | SPA | LEM | SAO | AUS | FUJ | BAH |     |
| 2025   | Toyota         | Toyota GR010 Hybrid | 5   | 5   | 4   | 15  | 15  |     |     |     |     |